# Corydon (Iowa)
Corydon és una població dels Estats Units a l'estat d'Iowa. Segons el cens del 2000 tenia 1.591 habitants.

## Demografia
Segons el cens del 2000, Corydon tenia 1.591 habitants, 718 habitatges, i 432 famílies. La densitat de població era de 441,9 habitants per km².
Dels 718 habitatges en un 22,7% hi vivien nens de menys de 18 anys, en un 49,3% hi vivien parelles casades, en un 8,1% dones solteres, i en un 39,7% no eren unitats familiars. En el 38% dels habitatges hi vivien persones soles el 24,8% de les quals corresponia a persones de 65 anys o més que vivien soles. El nombre mitjà de persones vivint en cada habitatge era de 2,1 i el nombre mitjà de persones que vivien en cada família era de 2,73.
Per edats la població es repartia de la següent manera: un 20,7% tenia menys de 18 anys, un 6,1% entre 18 i 24, un 19,5% entre 25 i 44, un 21,7% de 45 a 60 i un 31,9% 65 anys o més.
L'edat mediana era de 48 anys. Per cada 100 dones de 18 o més anys hi havia 76,9 homes.
La renda mediana per habitatge era de 28.542 $ i la renda mediana per família de 40.231 $. Els homes tenien una renda mediana de 31.250 $ mentre que les dones 18.523 $. La renda per capita de la població era de 17.496 $. Entorn del 9,7% de les famílies i el 12,1% de la població estaven per davall del llindar de pobresa.

## Poblacions més properes
El següent diagrama mostra les poblacions més properes.